# Вільгельм Крістер

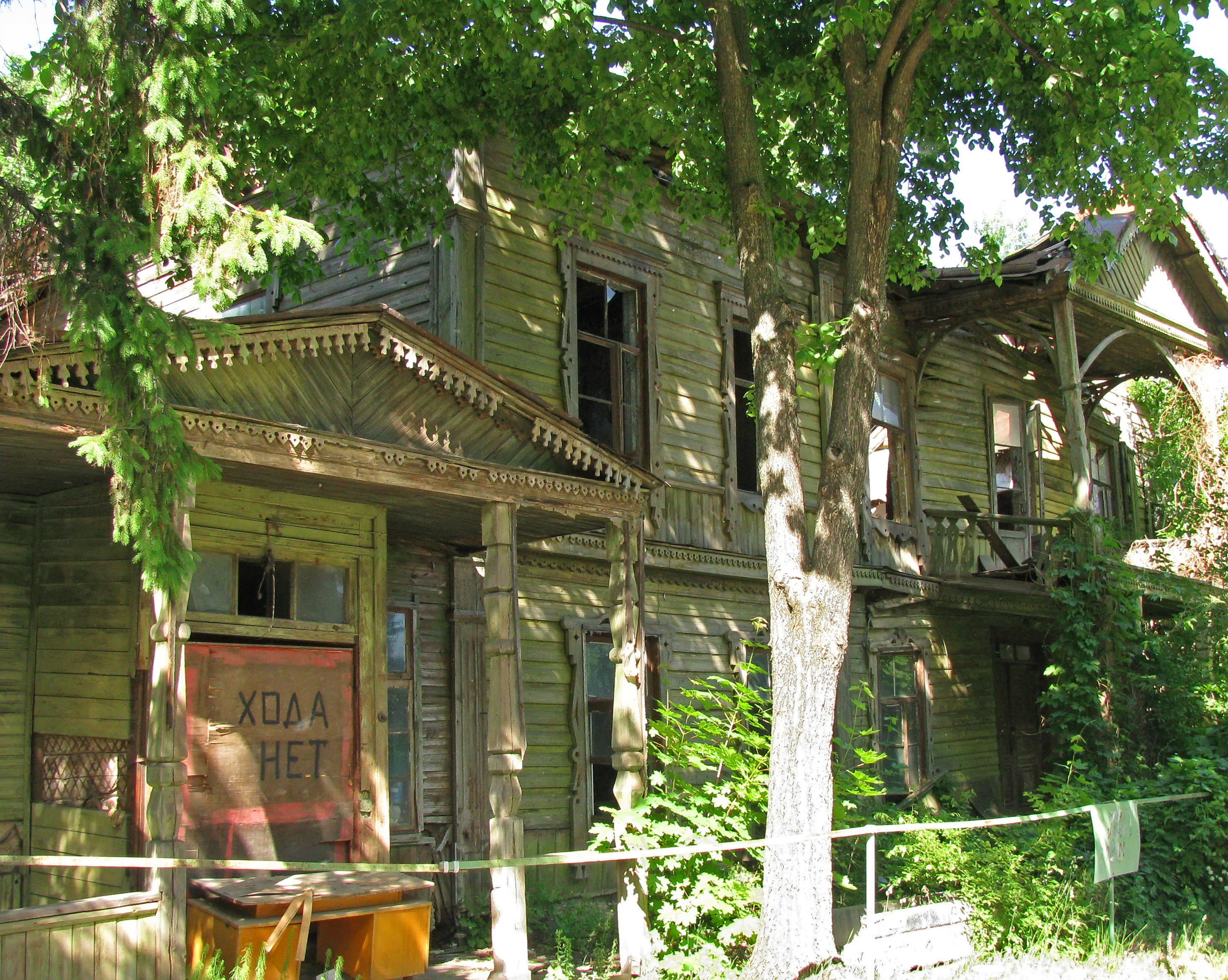
Будинок В. Крістера до знесення

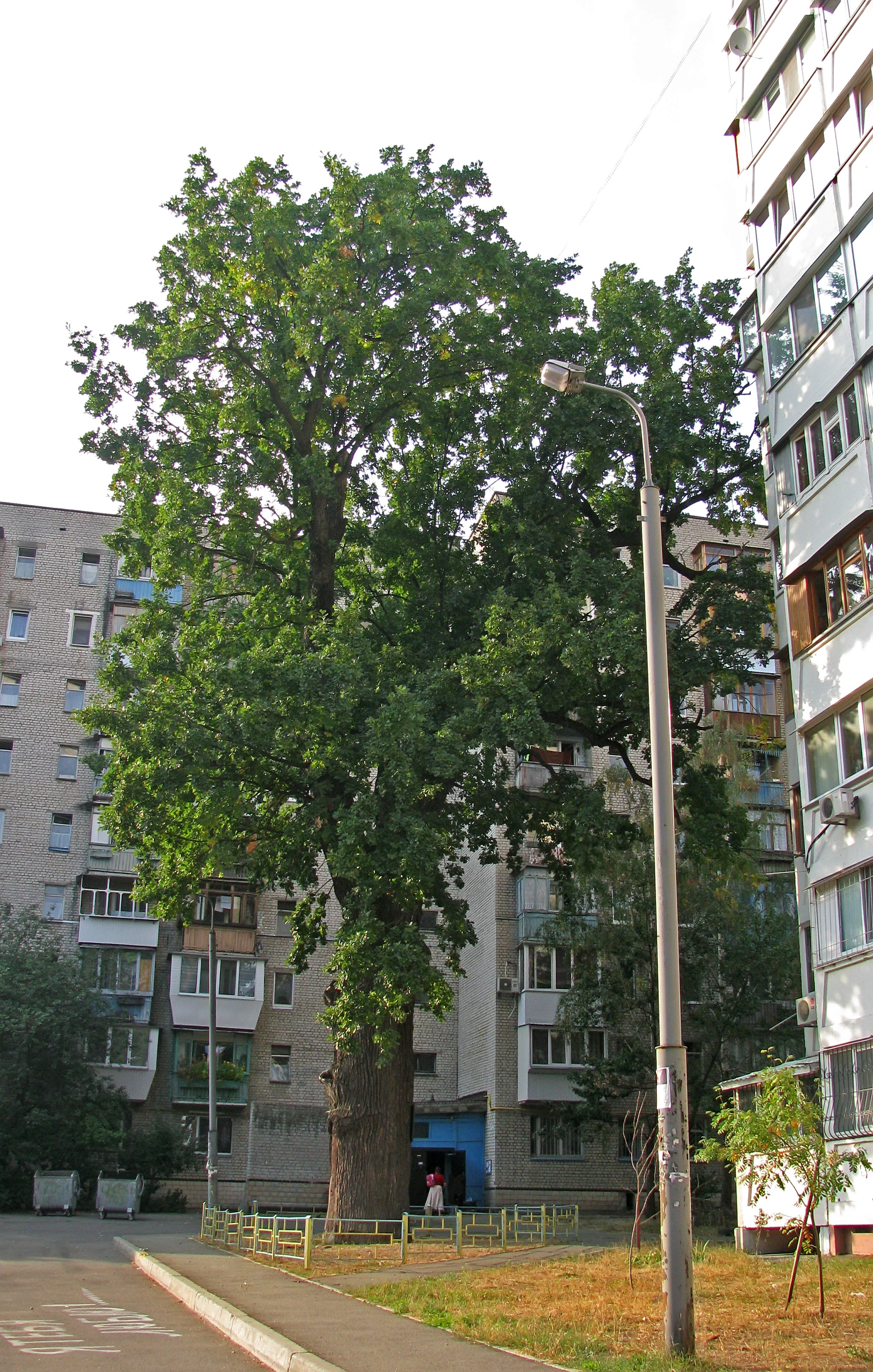
Віковий дуб Крістера

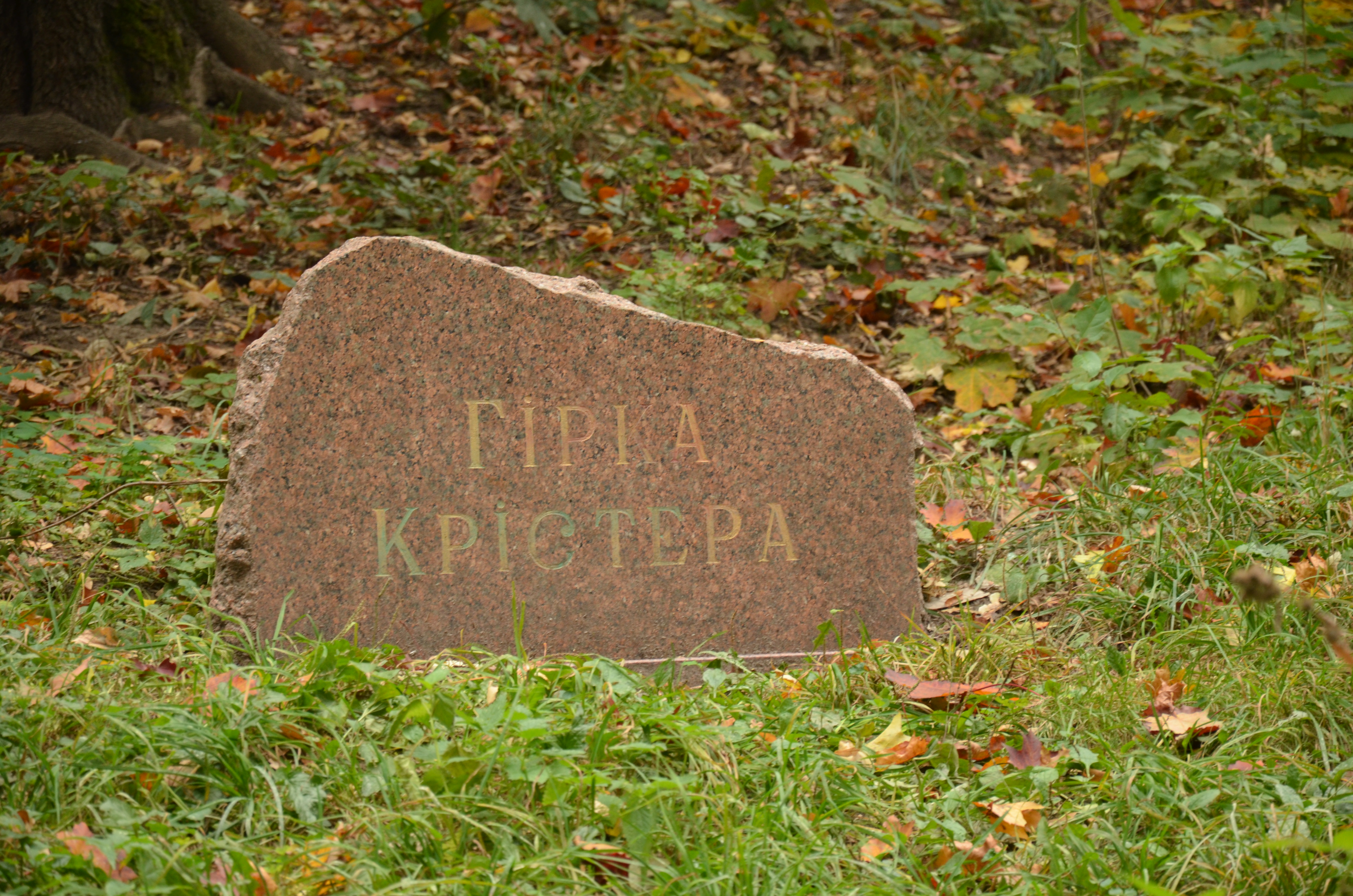
Гірка Крістера

Вільге́льм Ґо́тліб (Васи́лій Ґо́тлібович) Крі́стер (15 січня 1815 , Райхенбах-ім-Фогтланд, Королівство Саксонія  — 4 (16) серпня 1890 , Київ ) — садівник і підприємець, засновник садівничої фірми та агрошколи у Києві. У радянську добу В. Крістер та його фірма не були загальновідомими, тепер києвознавці стверджують, що саме завдяки діяльності розплідника й школи Крістера Київ на початку XX століття здобув репутацію одного з найбільш зелених міст світу.

## Біографія
Карл Вільгельм Ґотліб Крістер народився в місті Райхенбах-ім-Фогтланд (південна Саксонія) 8 січня 1815 року, отримав спеціальність ткача. У 1838 році князь Радзивілл запросив його як досвідченого фахівця для роботи на суконній фабриці в містечку Хабно (нині Поліське) Київської губернії. Фабрика Радзивілла виробляла до 3000 штук сукна на рік, яке продавалося за ціною від 1,5 до 4,5 рублів за аршин. Майстрами тут працювали 7 іноземців, у тому числі й В. Крістер. Заробіток майстра був досить високим — близько 6500 рублів на рік.
Захопленням Крістера було садівництво, і пропрацювавши на фабриці близько 10 років він накопичив заощадження і зміг реалізувати свою давню мрію. У 1848 році він купив у князя Естергазі ділянку площею 38 десятин (близько 40 га) на Пріорці (на той час — передмістя Києва), а потім і переїхав на це місце.

### Фірма «В. Крістер»
У 1850 році Крістер заснував фірму «Садівництво і насіннєве господарство „В. Крістер“», яка стала згодом знаменитим розплідником, що постачав саджанці плодових і декоративних рослин не тільки приватним садівникам, але і для благоустрою паркових зон у Києві. Пізніше на базі цього господарства була відкрита агрошкола, випускники якої працювали садівниками по всій Україні. У господарстві були також виноградники, городи, молочна ферма, пасіка, риборозплідні ставки.
Сади і ферми Крістера поступово перетворили Пріорку на центр зразкового сільського господарства. Раніше тут обробка землі велася примітивними способами, місцеві жителі використовували посадковий матеріал низької сортності. Садівник-аматор Вільгельм Крістер зумів налагодити високоефективне розведення різних культур, підбираючи сорти, найпридатніші для місцевого клімату. Насіння та саджанці продавалися місцевим жителям за доступними цінами. Доступ до господарства був відкритий для всіх охочих, і до Крістера часто приходили за консультаціями. У 1870 році він видав популярну брошуру «Хозяйственный садовник, или Краткое наставление для посева семян известнейших огородных и цветочных растений и дальнейшего за ними ухода, применяясь к здешнему климату и почве, — для ознакомления покупателей с делом садоводства» («Господар-садівник, або Коротке наставляння для посіву насіння найвідоміших городніх і квіткових рослин та подальшого за ними догляду в умовах тутешнього клімату та ґрунту — для ознайомлення покупців зі справою садівництва»). В брошурі Крістер докладно розповів про свої, фактично ексклюзивні для того часу, спостереження і прийоми роботи.
Помер Карл Вільгельм Готліб Крістер 4 (16) серпня 1890 року і був похований на території садиби. Приблизно це зараз вершина природної гірки Крістера. На могилі був пам'ятник, але він не зберігся з плином часу. Надгробна мармурова плита була вкрадена після 1945 року.

## Сім'я і нащадки

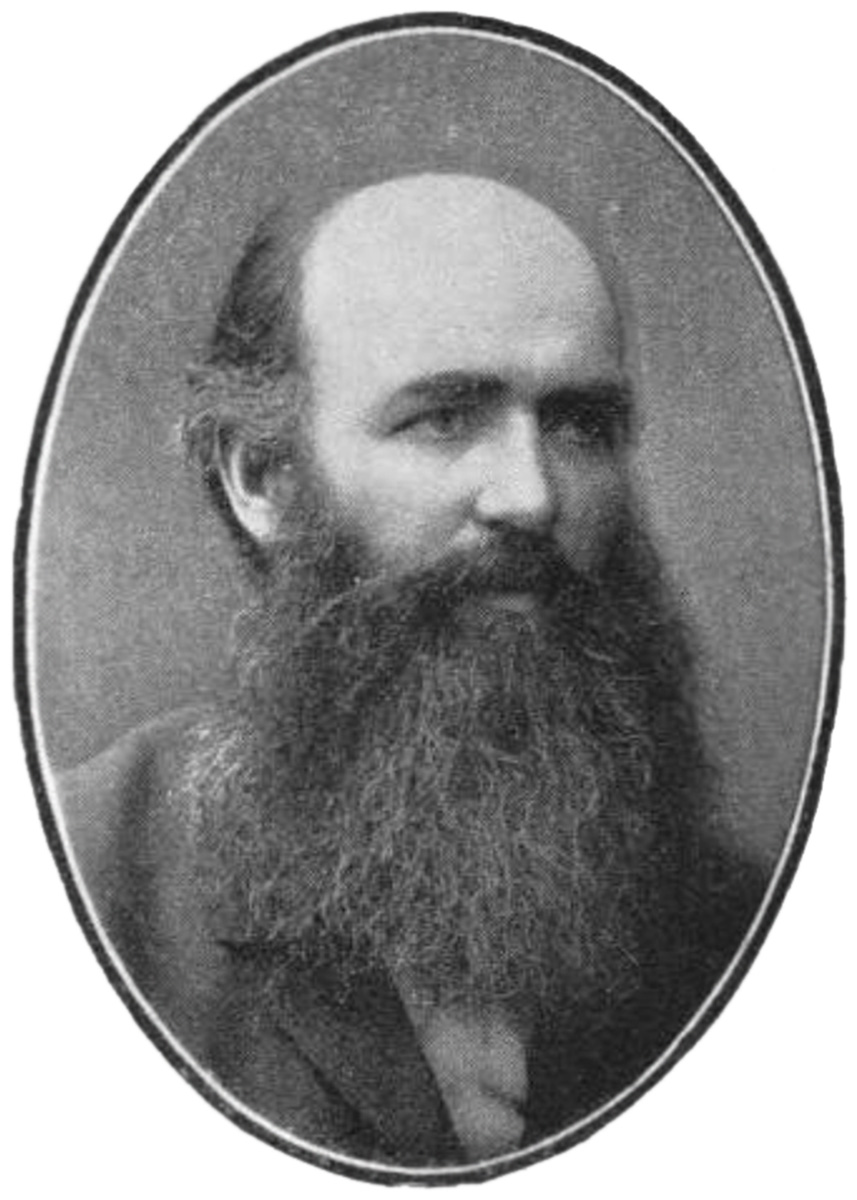
Юліус Крістер, 1897 рік

У В. Крістера була дружина Марія Вессер і восьмеро дітей, п'ять синів і три дочки — Вільгельм-Олександр (1845 - 9 серпня 1856 р. у віці 11,5 років), Карл-Юліус (1848, за ін. даними 1846 - 1916), Герман-Едуард(6 січня 1852 - після 1926 року), Герман-Едмунд (2 серпня 1854 року - 6 жовтня 1892 року), Гейнріх-Вольдемар (16 лютого 1857 - 9 жовтня 1862 року), Марія-Матильда (1850, за ін. даними, 1849 - після 1938), Емма-Марія (29 червня 1860 - 1955)  і Лаура-Кароліна((30 БЕРЕЗНЯ 1865 - ?). Добре відомі два його сини — Карл-Юліус (1846?, Хабне — 2 (2) грудня 1916, Київ) і Герман-Едмунд (1854 — 1892), які продовжили справу свого батька і відкрили на Хрещатику садівничі магазини. Едмунд (середній син) заснував власне господарство на Куренівці, але незабаром помер і його частка спадщини перейшла до вдови Оттонії Анни-Катарини.
Старший син Карл-Юліус (Юлій Васильович) був одружений з мешканкою Пріорки (уродженкою м. Курськ) Пелагеєю Гусєвою, у них було семеро дітей — Василь, Володимир, Ольга, Євген, Віра, Лідія і Надія. Він вважав себе сином слов'янської землі, особистою трагедією для нього стала війна з Німеччиною, батьківщиною батька. Його син Євген пішов добровольцем на війну і загинув, дочки під час війни працювали в київському шпиталі. Василь за радянських часів був репресований.
Онук Крістер Арнольд-Едуард Германович-Едмундович (11.11.1886–24.10.1937) був вченим-правником. Був заарештований і розстріляний у 1937 році під час великого терору. Реабілітований у 1959 році.
Правнук Юліуса Крістера С. В. Вандаловський (нар. 7 грудня 1961) — художник-іконописець, член Національної спілки художників України, працює в майстернях Києво-Печерської лаври.

## Залишки садиби Крістерів
На місці колишнього садового господарства тривалий час перебували теплиці квітникарства (державне підприємство «Цветоводство»), потім воно було частково забудовано житловими масивами, незабудована територія відома як урочище Гірка Крістера. Тут, поруч із могилою Вільгельма Крістера знаходиться й могила Юліуса, також у занедбаному стані. Могила Едмунда Крістера збереглася краще, оскільки він був похований на лютеранській ділянці Байкова кладовища. Частина урочища являла собою занедбаний парк, який був відновлений і відкритий для відвідувачів у 2009 році під назвою «Крістерова Гірка».
Двоповерховий дерев'яний будинок Крістерів, що був побудований у 1880 році, має статус пам'ятки архітектури. Пам'ятка розташована на території Інституту харчової біотехнології та геноміки НАН України за адресою вул. Осиповського, 2-а. У грудні 2011 року будинок було розібрано. За словами користувача пам'ятки (інституту) будинок планують відновити, але досі цього не зробили через брак фінансування.
У парку, а також біля будинку Крістерів відомі дерева, посаджені Вільгельмом Ґотлібом близько 1850 року (див. у списку видатних дерев Києва).

## Вшанування пам'яті
У 2012 році у Верховній Раді України було зареєстровано проєкт постанови про відзначення 200-ї річниці з дня народження Крістера, однак невдовзі проєкт було відкликано.
Щорічно у першу неділю вересня у київському парку Гірка Крістера, що біля кінотеатру імені Шевченка, проводиться родинне свято День Крістера організоване місцевою громадою.
У Києві з 2018 року існує вулиця Родини Крістерів.
На честь Крістера також названо житловий комплекс «Крістер Град» із трьох 25-поверхових будинків, що знаходиться на Виноградарі на вулиці Сергія Данченка.